# USS Cone (DD-866)
USS Cone (DD-866) là một tàu khu trục lớp Gearing được Hải quân Hoa Kỳ chế tạo vào giai đoạn cuối Chiến tranh Thế giới thứ hai. Nó là chiếc tàu chiến duy nhất của Hải quân Mỹ được đặt theo tên Chuẩn đô đốc Hutch Ingham Cone (1871-1941). Hoàn tất khi chiến tranh đã kết thúc, con tàu tiếp tục phục vụ trong giai đoạn Chiến tranh Lạnh và Chiến tranh Việt Nam cho đến năm 1982. Nó được chuyển cho Pakistan và tiếp tục phục vụ cùng Hải quân Pakistan như là chiếc Alamgir cho đến năm 1998. Con tàu bị tháo dỡ sau đó.

## Thiết kế và chế tạo
Cone được đặt lườn tại xưởng tàu của hãng Bethlehem Steel Corporation ở Staten Island, New York vào ngày 30 tháng 11 năm 1944. Nó được hạ thủy vào ngày 10 tháng 5 năm 1945; được đỡ đầu bởi bà Hutch Ingham Cone, vợ góa đô đốc Cone, và nhập biên chế vào ngày 18 tháng 8 năm 1945 dưới quyền chỉ huy của Hạm trưởng, Trung tá Hải quân W. C. Butler Jr.

## Lịch sử hoạt động
Sau khi hoàn tất chuyến đi đầu tiên để chạy thử máy và huấn luyện đến Portsmouth, Anh từ ngày 12 tháng 2 đến ngày 9 tháng 4 năm 1946, Cone quay trở về cảng Newport, Rhode Island trong một tuần lễ. Nó lại thực hiện một chuyến đi kéo dài nhằm viếng thăm thiện chí nhiều cảng tại Bắc Âu và Nam Âu; nó quay trở về Newport vào ngày 24 tháng 10. Con tàu đã phục vụ cùng Hạm đội Đại Tây Dương tại vùng bờ Đông và vùng biển Caribe từ cảng nhà tại Norfolk, Virginia cho đến mùa Hè năm 1947, khi nó thực hiện một chuyến đi thực tập cho học viên sĩ quan sang vùng biển Bắc Âu.
Cone tiếp tục các hoạt động thực hành huấn luyện và bảo trì thường lệ dọc theo vùng bờ Đông và vùng biển Caribe, trước khi khởi hành cho lượt phục vụ đầu tiên cùng Đệ Lục hạm đội tại Địa Trung Hải vào năm 1948, nơi nó tham gia hoạt động tuần tra ngoài khơi bờ biển lãnh thổ ủy trị Palestine dưới quyền điều động của Ủy ban Đàm phán Palestine của Liên Hợp Quốc. Con tàu tiếp tục được phái sang Địa Trung Hải trong năm 1949, và cũng trong năm này nó đã vượt vòng Bắc Cực một đợt thực hành cơ động. Các hoạt động thường lệ dọc vùng bờ Đông và vùng biển Caribe cùng chuyến đi sang Địa Trung Hải được tiếp tục trong năm 1950.
Lượt biệt phái của Cone sang phục vụ cùng Đệ Lục hạm đội tại Địa Trung Hải trong năm 1951 được đánh dấu bởi chuyến viếng thăm của Thủ tướng Anh Quốc Winston Churchill tại Venice vào ngày 9 tháng 9, và sau đó là nhiệm vụ đưa các đại sứ Hoa Kỳ và Anh Quốc đến Hy Lạp tham dự hội nghị tại núi Athos. Con tàu lại tiếp tục được biệt phái sang Địa Trung Hải trong năm 1952, rồi vào ngày 28 tháng 8, 1953 đã rời Newport cho một chuyến đi vòng quanh thế giới, vốn đã đưa nó viếng thăm Panama, San Diego, Trân Châu Cảng, Midway và Yokosuka, nơi nó gia nhập Lực lượng Đặc nhiệm 77 để hoạt động tuần tra ngoài khơi bán đảo Triều Tiên. Tiếp tục hành trình, nó ghé qua các cảng Hong Kong, Bahrain, Port Said, Naples, Villefranche và Lisbon trước khi về đến Norfolk vào ngày 9 tháng 4, 1954.
Từ tháng 9 đến tháng 11, 1954, Cone tham gia cùng hải quân các nước Khối NATO trong cuộc tập trận huấn luyện chống tàu ngầm ngoài khơi Ireland mang tên Chiến dịch Blackjack. Trong năm 1955, nó thực hành huấn luyện phòng không và đảm trách canh phòng máy bay cho các tàu sân bay. Nó lại tham gia một cuộc tập trận khác của Khối NATO tại Địa Trung Hải trong năm 1956 trước khi quay trở về nhà vào tháng 6. Được báo động bởi tình hình căng thẳng do vụ Khủng hoảng Kênh đào Suez, chiếc tàu khu trục lên đường gia nhập một lực lượng đặc nhiệm và hướng đến khu vực Đông Đại Tây Dương, sẵn sàng can thiệp khi cần thiết. Khi tình hình ổn định, con tàu ghé qua Lisbon trước khi quay trở về nhà. Trong các năm 1958 và 1959-1960, nó lại phục vụ cùng Đệ Lục hạm đội tại Địa Trung Hải, và trong thời gian còn lại của năm 1960 nó thực hành huấn luyện tại vùng biển Caribe và hoạt động tại chỗ từ cảng nhà mới Charleston, South Carolina, cũng như viếng thăm các cảng Bắc Âu trong khuôn khổ các cuộc tập trận NATO.
Từ tháng 2, 1962 đến tháng 3, 1963, Cone trải qua đợt sửa chữa và nâng cấp tại Xưởng hải quân New York, Brooklyn trong khuôn khổ Chương trình Hồi sinh và Hiện đại hóa Hạm đội (FRAM: Fleet Rehabilitation and Modernization). Ngoài việc cải tiến cấu trúc để tăng tiện nghi cho thủy thủ đoàn và kéo dài tuổi thọ phục vụ, con tàu còn được bổ sung thiết bị cảm biến và vũ khí nhằm nâng cao năng lực chống ngầm và khả năng phòng không. Sau khi hoàn tất công việc trong xưởng tàu, nó tiến hành chạy thử máy và huấn luyện ôn tập tại khu vực vịnh Guantánamo, Cuba trong tháng 3 và tháng 4, và tuần tra tại vùng biển Cuba sau những diễn biến trong vụ Khủng hoảng tên lửa Cuba.
Trong giai đoạn từ tháng 8 đến tháng 12, 1963, rồi trong một đợt khác từ tháng 9, 1966 đến tháng 1, 1967, Cone được phái sang hoạt động tại Địa Trung Hải và vùng biển Hồng Hải, Ấn Độ Dương và vịnh Ba Tư tại khu vực Trung Đông. Con tàu được phái sang hoạt động trong cuộc Chiến tranh Việt Nam từ tháng 9, 1967 đến tháng 5, 1968; và sau đó là hai lượt phục vụ khác cùng Đệ Lục hạm đội tại Địa Trung Hải: từ tháng 9, 1969 đến tháng 3, 1970 và từ tháng 5, 1971 đến tháng 1, 1972.
Trong giai đoạn kết thúc của cuộc Chiến tranh Việt Nam, Cone còn được điều động đến vùng biển Đông Nam Á này thêm hai lượt: từ tháng 11, 1972 đến tháng 4, 1973 và từ tháng 10, 1973 đến tháng 8, 1974, xen kẻ với một lượt phục vụ nữa cùng Đệ Lục hạm đội tại Địa Trung Hải. Chiếc tàu khu trục được chuyển sang vai trò huấn luyện cho Lực lượng Hải quân Dự bị từ năm 1975, và hoạt động thuần túy tại khu vực bờ biển Đại Tây Dương và vùng biển Caribe.

### PNSAlamgir(D160)
Cone được cho xuất biên chế đồng thời rút tên khỏi danh sách Đăng bạ Hải quân vào ngày 1 tháng 10, 1982. Nó được chuyển cho Pakistan và tiếp tục phục vụ cùng Hải quân Pakistan dưới tên gọi PNS Alamgir (D160). Con tàu ngừng hoạt động vào ngày 4 tháng 12, 1998 và bị tháo dỡ sau đó.